# Samsung Galaxy M21
Il Samsung Galaxy M21 è uno smartphone Android di fascia bassa del 2020 di Samsung Electronics prodotto in India.

## Specifiche

### Hardware
Lo smartphone ha un display Super AMOLED da 6,4 pollici ed una densità di pixel di 409 pixel per pollice, con aspect ratio 19.5:9 e risoluzione Full HD+. Ha il supporto dual SIM e a connettività GSM, HSPA ed LTE, Wi-Fi 802.11 a/b/g/n/ac, dual-band, Wi-Fi Direct, hotspot, Bluetooth 5.0 con A2DP ed LE, A-GPS con GLONASS e BDS, radio FM RDS; ha la porta USB-C 2.0 e il jack audio da 3,5 mm, mentre non ha la porta a infrarossi. Ha un chipset Exynos 9611 con CPU octa-core ed un processore grafico Mali-G72 MP3. Ha 4/6 GB di RAM e 64/128 GB di memoria UFS 2.1, espandibili fino a 512 GB tramite microSD.

#### Fotocamera
Sono quattro le fotocamere presenti su Samsung Galaxy M21. Nella parte posteriore ce n'è una principale da 48 megapixel con apertura f/2.0, un grandangolare da 8 MP con campo di visione da 123 gradi e apertura f/2.2, e un sensore di profondità da 5 MP con f/2.2. La tripla fotocamera posteriore ha un flash LED, l'HDR e registra video 4K@30fps con stabilizzazione EIS. La fotocamera frontale di 20 MP è invece dotata di HDR e apertura f/2.0. Registra video Full HD@30fps. Tra le principali funzioni della fotocamera troviamo Live Focus, Modalità notturna e Modalità Pro.

### Software
Il Galaxy M21 possiede nativamente Android 10 con l'interfaccia personalizzata di Samsung One UI Core 2.0, poi aggiornata alla versione 2.1 e dopo ancora alla 2.5.
Dalla fine di gennaio 2021 inizia a ricevere Android 11 con One UI Core 3.0 in alcuni mercati. Successivamente riceve anche One UI Core 3.1.
Da aprile 2022 inizia a ricevere Android 12 con One UI Core 4.1.

### Commercializzazione
Samsung Galaxy M21 è stato commercializzato in Italia ad aprile 2020, con un prezzo iniziale di 229 euro.
AndroidWorld ha valutato l'M21 7.6/10, apprezzando soprattutto autonomia della batteria, display, fotocamera e semplicità del software, criticando il prezzo, le prestazioni "sottotono" e la luminosità automatica. Altroconsumo ne ha definito la qualità complessiva "buona". GSMArena l'ha giudicato come generalmente sufficiente ma "non ha abbastanza da distinguersi dalla concorrenza".

## Varianti

### Galaxy M21s
Il Samsung Galaxy M21s è stato commercializzato il 6 novembre 2020 e differisce dall'M21 principalmente per il design leggermente rivisto, per la fotocamera principale del reparto fotografico posteriore da 64 megapixel con f/1.8 e quella anteriore da 32 megapixel, per la presenza del sistema di posizionamento Galileo e per le diverse colorazioni disponibili. Si propone come una versione rinominata del Galaxy F41.

### Galaxy M21 2021 Edition
Il Samsung Galaxy M21 2021 Edition è una rivisitazione del modello del 2020, presentando solo differenze marginali: di base ha Android 11 con One UI Core 3.1, la disposizione delle fotocamere è leggermente cambiata (ora con un array più snello), la fotocamera principale da 48 MP è stata aggiornata ed è ora costituita dal sensore ISOCELL GM2, infine il dispositivo è 0,1 mm più spesso e pesa 192 g.
È stato presentato in India il 21 luglio 2021 ed è disponibile dal 26 luglio seguente.